# Rjavica
Rjavica je naselje v Občini Rogaška Slatina.